# Maxie Parks
Maxie Parks (eigentlich Maxwell Lander Parks; * 9. Juli 1951 in Arkansas City, Arkansas) ist ein ehemaliger US-amerikanischer Sprinter, der in den 1970er Jahren im 400-Meter-Lauf erfolgreich war.
Er gewann zwei Landesmeisterschaften: 1976 in Westwood mit seiner persönlichen Bestzeit von 44,82 s und 1978 in 45,15 s. Hinzu kommen ein dritter Platz 1977 (45,81 s) und ein vierter Platz 1973 (45,9 s).
Nachdem er 1976 die US-Ausscheidungskämpfe in 45,38 s gewonnen hatte, startete er bei den Olympischen Spielen in Montreal. Ebenso wie seine Landsleute Fred Newhouse und Herman Frazier erreichte er das Finale und wurde in 45,24 s Fünfter, während Newhouse und Frazier die Silber- bzw. Bronzemedaille gewannen.
Alle drei Athleten traten anschließend zusammen mit Benny Brown in der 4-mal-400-Meter-Staffel an. Mit Parks als Schlussläufer gewann das Team in 2:58,65 min überlegen die Goldmedaille vor Polen (Silber in 3:01,43 min).
Maxie Parks startete in seiner Collegezeit für die University of California, Los Angeles. Als Mitglied eines für die Organisation von Hallenmeisterschaften auf Hochschulebene zuständigen Komitees ist er noch heute dem Sport verbunden.